# Pasmarshof
Pasmarshof war ein Ort in Ostpreußen. Seine Ortsstelle liegt heute in der russischen Oblast Kaliningrad (Gebiet Königsberg (Preußen)) und gehört zum Munizipalkreis Rajon Bagrationowsk (Stadtkreis Preußisch Eylau).

## Geographische Lage
Die Ortsstelle von Pasmarshof liegt südlich des Flüsschens Maiskaja (deutsch Pasmar) im südlichen Westen der Oblast Kaliningrad. Bis zur ehemaligen Kreis- und heutigen Rajonshauptstadt Bagrationowsk (Preußisch Eylau) sind es 20 Kilometer in südöstlicher Richtung.

## Geschichte
Die Gründung des bis zum 25. Juni 1860 Abbau Neumann genannten kleinen Orts erfolgte um 1859. Als Vorwerk bestand Pasmarshof aus einem großen Hof und gehörte bis 1945 zur Landgemeinde Kavern (vor 1905 Cavern, russisch Perwomaiskoje) im ostpreußischen Kreis Preußisch Eylau.
Als 1945 das gesamte nördliche Ostpreußen in Kriegsfolge an die Sowjetunion fiel, verliert sich in den Folgejahren die Spur Pasmarshofs schon bevor die Gemeinde Kavern – kurzzeitig noch Verwaltungssitz des Perwomaiski selski Sowet/okrug (Dorfsowjet Kavern) – verwaiste und Anfang der 1950er Jahre unterging. Eine russische Ortsbezeichnung für Pasmarshof ist nicht bekannt. Der Ort gilt jetzt als untergegangen.

## Religion
Bis 1945 war Pasmarshof in das Kirchspiel der evangelischen Kirche Kreuzburg (Ostpr.) (russisch Slawskoje) in der Kirchenprovinz Ostpreußen der Kirche der Altpreußischen Union, außerdem in die römisch-katholische Pfarrei Preußisch Eylau (Bagrationowsk) im damaligen Bistum Ermland eingegliedert.

## Verkehr
Die nicht mehr wahrnehmbare Ortsstelle von Pasmarshof ist von Wyssokoje (Tiefenthal) aus durch unwegsames Gelände zu erreichen.